# Пижма Акинфиева
Пижма Акинфиева (лат. Tanacetum akinfiewii) — вид травянистых растений рода Пижма (Tanacetum) семейства Астровые (Asteraceae).
Вид назван в честь российского ботаника Ивана Яковлевича Акинфиева.

## Ботаническое описание
Многолетнее травянистое растение, 6—30 см высотой. Корневище утолщённое, многоглавое. Стебли многочисленные, реже одиночные; простые, прямостоячие или у основания восходящие. Прикорневые листья перисто-лопастные (в очертании широколинейные), до 10 см длиной и 8 мм шириной, с каждой стороны по 8—20 лопастей; черешки довольно длинные, расширенные у основания; стеблевые листья сильно уменьшенные, к основанию клиновидно суженные.
Корзинки одиночные, на ножках до 15 см длиной. Краевые цветки язычковые, оранжево-жёлтые, в числе 8—20. Семянки с 8—12 продольными ребрами. Цветение в июле—августе.

## Экология
Ксерофильный петрофит. Растёт на каменистых склонах, известняковых скалах в среднегорном поясе на высоте 1000—1500 м.

## Охрана
Вид находится под угрозой исчезновения и включён в Красную книгу России и Дагестана: узколокальный эндемик Левашинского района Дагестана, в котором известны три местонахождения (в окрестностях сёл Цудахар, Карекадани и Тарлимахи) с несколькими десятками экземпляров.